# 三芳野村
三芳野村（みよしのむら）は、埼玉県入間郡に存在した村。
村名の由来は、伊勢物語に見える歌枕地名「三芳野里（みよしののさと）」による。この由来は、同じ入間郡の芳野村、そして今も在る三芳町と同様である。

## 地理
- 現在の坂戸市の南東部に位置し、村の東の境を越辺川が、村の南部には大谷川が流れる。東部の越辺川沿いの低地には田圃が広がる。
- 現在の坂戸市紺屋、中小坂、横沼、青木、小沼及び東坂戸がほぼ旧村域にあたる。
- 現在では紺屋と中小坂の間の大谷川沿いに、東坂戸団地が建っている。
- 瓦製造が盛んな所でもあった。

## 歴史
- 1889年（明治22年）4月1日 - 町村制施行により、紺屋村、中小坂村、横沼村、青木村、小沼村の5か村が合併し、三芳野村が成立。
- 1954年7月1日 - 坂戸町、入西村、大家村、勝呂村と合併し新たに坂戸町が成立、三芳野村は消滅。旧村域は「三芳野地区」と称される。

## 出身著名人
- 日本の製紙王と言われた大川平三郎は当村の出身である。